# بوبي كوي
بوبي كوي (بالإنجليزية: Bobby Coy)‏ هو لاعب كرة قدم بريطاني، ولد في 30 نوفمبر 1961 في برمنغهام في المملكة المتحدة. لعب مع نادي ألترينتشام ونادي تشستر سيتي ونادي موور غرين لكرة القدم ونادي نورثامبتون تاون ووولفرهامبتون واندررز.